# Zdalne sterowanie

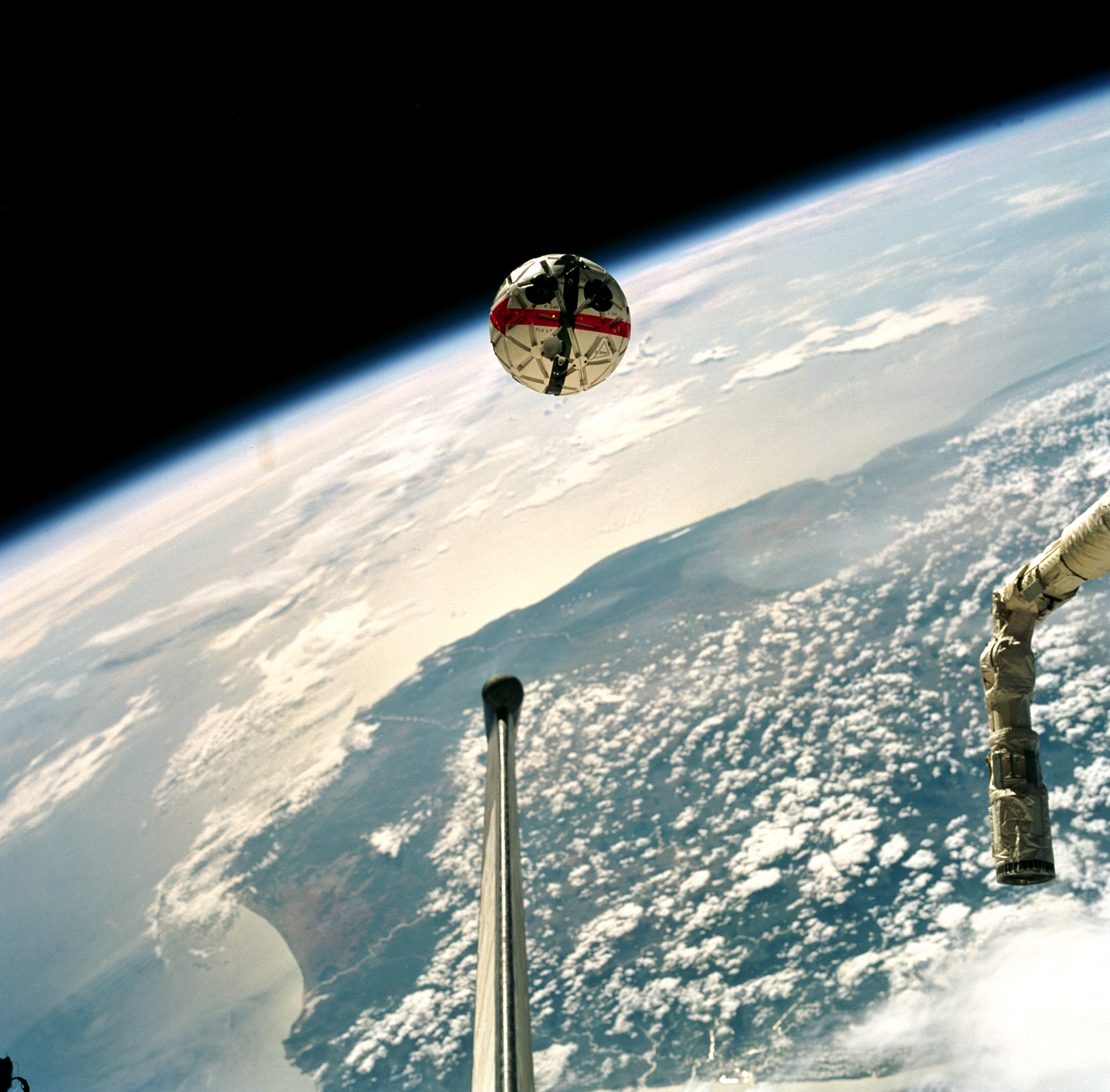
Zdalnie sterowana kamera AERCam Sprint

Zdalne sterowanie, telesterowanie (RC, ang. Remote Control) – funkcja urządzenia pozwalająca na przekazywanie komend z jednostki sterującej (lub sterująco-kontrolnej) do jednostki wykonawczej, z miejsca odległego fizycznie. Najczęściej transmisja realizowana jest jednokierunkowo, z nadajnika obsługiwanego przez operatora do odbiornika zintegrowanego z urządzeniem lub podłączonego do niego przy użyciu interfejsu.
Funkcja telesterowania popularna jest przy produkcji zabawek (np. samochodów lub samolotów zdalnie sterowanych).
W zależności od sposobu przekazywania sygnałów, sterowanie może być realizowane:
- przewodowo – przy użyciu np. przewodów elektrycznych, światłowodów;
- bezprzewodowo – przy użyciu np. fal radiowych, podczerwieni, fal akustycznych.